# Herman Johannessen
Herman Horn Johannessen (Oslo, 5 de abril de 1964) es un deportista noruego que compitió en vela en las clases 470 y Soling. 
Participó en cuatro Juegos Olímpicos de Verano, entre los años 1988 y 2000, obteniendo una medalla de bronce en Sídney 2000, en la clase Soling (junto con Paul Davis y Espen Stokkeland), y el quinto lugar en Barcelona 1992 (clase 470).
Ganó dos medallas en el Campeonato Europeo de Soling, plata en 1995 y bronce en 1997. Además, obtuvo una medalla de oro en el Campeonato Europeo de 470 de 1991.

## Palmarés internacional
| Campeonato Europeo | Campeonato Europeo | Campeonato Europeo | Campeonato Europeo |
| Año                | Lugar              | Medalla            | Clase              |
| ------------------ | ------------------ | ------------------ | ------------------ |
| 1991               | Bergen (Noruega)   | Medalla de oro     | 470                |

| Juegos Olímpicos   | Juegos Olímpicos    | Juegos Olímpicos  | Juegos Olímpicos |
| Año                | Lugar               | Medalla           | Clase            |
| ------------------ | ------------------- | ----------------- | ---------------- |
| 2000               | Sídney (Australia)  | Medalla de bronce | Soling           |
| Campeonato Europeo |                     |                   |                  |
| Año                | Lugar               | Medalla           | Clase            |
| 1995               | Marstrand (Suecia)  | Medalla de plata  | Soling           |
| 1997               | Troon (Reino Unido) | Medalla de bronce | Soling           |